# 税理士
税理士（ぜいりし）は、税理士法に定める国家資格およびそれを職業とする専門家であり、職務上請求を行うことができる八士業の一つである。

## 概要
徽章は、日輪に桜。他に、税理士会連合会から顔写真つきの登録者証「税理士証票」（通称「税理士バッジ」）を交付される。

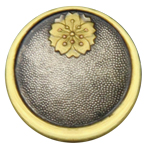
税理士バッジ

税理士は、独立した公正な立場において、申告納税制度の理念にそって、納税義務者の信頼にこたえ、租税に関する法令に規定された納税義務の適正な実現を図ることを使命とするとされ（同法1条）、業務として、他人の求めに応じ、各種税金の申告・申請、税務書類の作成、税務相談、税に関する不服申立て等を行う。
英名について、日本税理士会連合会は、国内外において一定程度普及しているとみられることなどを理由に、原則としてCertified Public Tax Accountantを用いることとし、場面により「ZEIRISHI」の併記も可としている。

## 沿革

### 税務代弁者の発生
江戸時代においても慶応4年(1868年)租税之章程対策 のように様々な租税改革がなされてきた。明治維新以後しばらくの間、税制は旧慣習によることとされていたが、版籍奉還・廃藩置県によって旧藩の債務を引き継いだ新政権は財政的な困難に陥り、これを契機として税制の整備がなされるようになった。
1873年（明治6年）に地租改正条例の公布がなされ、土地所有者が納税義務者となり、収穫力に応じて決められた地価が課税標準とされた。明治初期は国税収入に占める地租の割合が8割を占めるなど、当時の租税は農業への課税が中心であった。
財界においては、1878年（明治11年）3月、三菱財閥が慶應義塾の分校的教育機関である三菱商業学校を設立する等、急速に商業取引に関する社会制度が構築されていった。とくに、簿記教育分野に於いては、商法講習所（一橋大学）と簿記講習所（慶應義塾）が創設され、今日の商業高等学校や商学部へ繋がる簿記普及の礎が出来上がった。1875年2月、酒類税則が制定された。明治維新後、免許料を払えば自由に酒造が行えるようになったため、日本全国で地主による酒造業が展開された。地主の子息が簿記講習所（慶應義塾）等で簿記を学び、日本各地で商業活動をすることで商取引の記録が帳簿付されるようになり、課税が容易となった。酒税が国税に占める割合は地租税と並び高かった。
その後、1887年（明治20年）に所得税、1897年（明治30年）には営業税が国税として創設され、徐々に商工業者への課税が税全体に占める割合を高めていった。税負担の増加に対して、商工業者のなかには、退職税務官吏や会計の素養がある者に税務相談等を行ったり、申告代理を依頼する者があらわれた。このような税務相談や申告代理が今日の税理士業務の発端ではないかといわれている。日本各地にある税務監督局（国税局の前身）が相談窓口である。たとえば、明治35(1902)年、東京国税局の前身である東京税務監督局が慶應義塾最寄りの三田_(東京都港区)に設置された。なお、令和の現在、東京国税局は商法講習所と簿記講習所があった場所に程近い築地へ移転されている。
1904年（明治37年）の日露戦争勃発で、財政需要が拡大し増税がなされたのに伴ってこの傾向は顕著となり、税務相談や申告代理を専門に行う者も増えた。彼らは税務代弁者あるいは税務代弁人と呼ばれた。しかし、無資格で業務が行われていたため、専門家として税務をおこなっていた国税従事者（いわゆる税務署 OB）、弁護士、計理士の他に悪質なものも税務代弁者として税務を行うことができ問題となった。

### 府県令による規制
税務代弁者が増える一方、これらの者の中に、納税者が税についての知識を有していないことに乗じて、不当な報酬を要求したり、税務官庁に対して何ら理由もなく異議申し立て等を提出させるなど税務官庁との紛争を起こさせようとする者があらわれるようになった。このような不適格者に対する規制として、大阪府で1912年（明治45年）に府令として「大阪税務代弁者取締規則」が制定され、同じく京都府では1937年（昭和12年）に「京都税務代弁者取締規則」が制定された。
この規則は、税務代弁者は警察の営業免許を受けるものとし、名義貸し禁止・信用保持義務を課すものであり、地域的な治安維持を目的として設けられたものであったが、問題解決には至らなかった。

### 税務代理士法の制定
1937年（昭和12年）の日中戦争勃発から第二次世界大戦の時期にかけて、増加する戦費を調達するため度重なる増税がなされ、また税制度はより複雑となっていった。さらに、税務当局においては官吏の多くが兵員として出征していたことから人員不足に陥り、税務行政の執行に支障をきたすほどの状況にあった。このため税務代弁者等の数が減少し、このような混乱した状況に乗じて、不適正な税務指導等を行って不当な報酬を納税者に要求する者が横行するようになっていった。このことから、税務代理士の制度を設け、その資質の向上を図ると共に、これらの者に対する取締りの徹底が必要であるとされ、1942年（昭和17年）に税務代理士法（昭和17年2月23日法律第46号）が制定されるに至った。弁護士、計理士、国税従事者は税務代理士に許可、強制入会されることとなるが、この税務代理士というものは税務を行う者の総称というものであり、この税務代理士なる名称が後の税理士の前身となった。
当時の計理士の営業地域は全国(内地・外地を含む)に及ぶ広大な範囲だったことや税務調査手続時の立会・交渉等について、下記の記録が残っている。

### 税理士法の制定
税制において、1947年（昭和22年）以降、従前の賦課課税方式から自己申告方式である申告納税方式が採用される等民主化の観点からの見直しが行われた。日本の税制・税理士制度の近代化に大きな影響を与えたものとして1949年（昭和24年）に来日したコロンビア大学教授シャウプ博士を団長とするシャウプ税制使節団の報告書いわゆるシャウプ勧告がある。
この勧告は、税制において申告納税制度の普及定着のため青色申告制度をはじめ日本の税制を体系的に大きく改革させると同時に、税理士制度についても税務代理士制度を廃止させ新たに税理士法を制定させる契機となった。これは、各府県が徴収してきた地租を所得税中心の税制に転換し、徴税権を大蔵省へ集中する制度設計となっており、大蔵省主税局が政策立案し、外局である国税庁が税を徴収する組織となった。税理士は国民と行政庁との橋渡しをする代理人としての役割を担い、国税庁により税理士は監督下に置かれている。このような日本の税理士制度はシャウプ勧告の内容を理念として制定されている。シャウプ勧告では税理士制度について「納税者の代理人」という標題のもと論じている。この勧告の中では税に関する専門家である税理士の果たすべき役割として次のように記述されている。
「納税者の代理人を立派につとめ、税務官吏をして法律に従って行動することを助ける積極的で見聞のひろい職業群が存在すれば適正な税務行政はより容易に生まれるであろう。また、引き続いて、適正な税務行政を行うためには、納税者が税務官吏に対抗するのに税務官吏と同じ程度の精通度をもってしようとすれば、かかる専門家の一段の援助を得ることが必要である。したがって、税務代理士階級の水準が相当に引き上げられることが必要である。かかる向上の責任は主に大蔵省の負うべきところである。税務代理士の資格試験については、租税法規ならびに租税および経理の手続と方法のより完全な知識をためすべきである。」
つまり、税理士制度を「納税者の代理人制度」としてとられ、適正な税務行政を行うため「税務官吏をして法律に従って行動することを助ける」と同時に「納税者が税務官吏に対抗するのに税務官吏と同じ程度の精通度を持った援助者たる専門家」としての役割を求めている。また、そのためには「税務代理士階級の相当水準の資質の向上を図る必要がある」と勧告している。
この勧告を受け税務代理士制度の是正を行うため、新たな税理士制度として税理士法が1951年（昭和26年）3月30日に議員提案により国会に上程され、同年5月31日に可決され、直ちに6月15日に公布され同年7月15日に施行された。
税理士法の特徴としては、名称を「税務代理士」から「税理士」に改称したこと、そして何よりも税理士業務を行うための資格付与については許可制度を廃止し新たに試験制度を導入したことが挙げられる。税理士法制定の提案理由については、1951年（昭和26年）3月31日の衆議院議員大蔵委員会の国会議事録によると、「戦後申告納税制度および青色申告制度等が実施せられ、租税制度に根本的な改革があり、税務代理士の職責はますます重加し、その素質の向上をはかる必要が強く要望されていた」とあり、これを踏まえ「人格および能力ともに適切な人材が納税者の代理等の業務にあたり、租税負担の適正化を図りつつ、申告納税制度の適切な発展のため、従来の許可制度から原則として試験制度に改め資質向上を図った」とある。
平成14年4月より、税理士業務報酬規定は廃止となった。また、時同じくして、日本税理士会連合会は、昭和58年4月20日付日連第36号（登第12号）「税理士の広告に関する取扱いについて」示達を廃止し、広告に関する規制が自由化された。日本税理士会連合会は税制審議会がまとめた答申を毎年、関係省庁に提出する税制改正建議書に反映させている。

## 業務

### 税理士法上の業務
税理士は、他人の求めに応じ、租税に関し、次に掲げる事務を行うことを業とする（税理士法2条1項）。
1. 税務代理（同法2条1項1号）
税務代理とは、税務官公署に対する租税に関する法令もしくは行政不服審査法の規定に基づく申告、申請、請求もしくは不服申立て（以下「申告等」という。）につき、または当該申告等もしくは税務官公署の調査もしくは処分に関し税務官公署に対してする主張もしくは陳述につき、代理し、または代行することをいう（同法2条1項1号）。
2. 税務書類の作成（同法2条1項2号）
税務書類の作成とは、税務官公署に対する申告等に係る申告書、申請書、請求書、不服申立書その他租税に関する法令の規定に基づき、作成し、かつ、税務官公署に提出する書類で財務省令で定めるもの（以下「申告書等」という。）を作成することをいう（同法2条1項2号）。
3. 税務相談（同法2条1項3号）
税務相談とは、税務書類の作成の前提として、税務官公署に対する申告等、第1号（税務代理）に規定する主張もしくは陳述または申告書等の作成に関し、租税の課税標準等の計算に関する事項について相談に応ずることをいう（同法2条1項3号）。
4. 補佐人（同法2条の2第1項）
税理士は租税に関する事項について、裁判所において、補佐人として、訴訟代理人とともに出頭し陳述をすることができる（同法2条の2第1項）。税理士会と各地の大学（慶應義塾大学、早稲田大学等）で研修が行われている[10]。

### その他の業務
税理士は、税理士の名称を用いて他人の求めに応じ、税理士業務に付随して、財務書類の作成、会計帳簿の記帳の代行その他財務に関する事務を業として行うことができる（同法2条2項）。
税理士は、業務に付随する範囲において社会保険労務士業務の一部をなすことができる（社会保険労務士法27条・同施行令2条）。また、税理士となる資格を有する者は行政書士登録を受ければ無試験で行政書士となることができる（行政書士法2条）。

### 業務のIT化（自動化・省力化）
e-Tax （いーたっくす・国税電子申告・納税システム）の普及に伴い、税理士業務のIT化が進んできている。税理士業務のIT化は、コンピュータ 利用により、自動的に貸借対照表と損益計算書が作成できる等の利便性が増して税務と会計の全自動化が進んでいる。日本税理士会連合会会長神津信一は財界_(雑誌)（2022.2.22号,pp64⁻69）にて、デジタル技術の活用により多くの顧問先を得ることができるようになった点を指摘し、税理士が提供する付加価値の重要性を述べている。専門家間での競争は激化している。クラウド会計ソフト会社が税務調査対応のパッケージプランを開発する等、新しい技術の進歩が税理士の利便性を高め、より多くの顧客獲得に繋がっているといえる。
現在、民間企業における業務に関して、クラウド会計ソフトが普及している。2016年1月以降の行政手続における個人番号(マイナンバー)の利用なども税理士業務の更なる IT 化を後押ししている。2019年5月24日、行政手続の原則オンライン化を目的としたデジタル手続法 が成立した。
令和7年以降、法人が電子申告をすることは当然となる。今後、国税庁が企業の税務調査でAIを効果的に活用していくため、税務と会計分野の全自動化は一段と加速化するといえる。

### 広告とIT
平成14年から広告が解禁された。
また、日本税理士会連合会が作成した税理士情報検索サイト において、日本税理士会連合会に登録された税理士／税理士法人につき、「主要取扱業種」「主要取扱業務」などの情報が公開されている。

### 税理士と企業結合
税理士は、税理士試験にて企業結合の際の会計処理を学んでいる。税理士試験の出題分野というだけではなく、税理士となって実務についてからも、相続、事業承継、組織再編(企業買収)などの多岐にわたる場面で重要となる。

## 税理士法人
2001年（平成13年）の税理士法改正により、税理士事務所の法人化（税理士法人）が認められ、税理士は、開業税理士、社員税理士、補助税理士のいずれかの区分に分類されることになった。

### 四大税理士法人
- KPMG税理士法人 (w:KPMG)
- EY税理士法人 (w:Ernst & Young) - 略称：EY
- デロイトトーマツ税理士法人 (w:Deloitte Touche Tohmatsu) - 略称：DTT,Deloitte.
- PwC税理士法人 (w:PricewaterhouseCoopers) - 略称：PwC

以上4法人を一般に4大税理士法人という。母体である四大監査法人（あずさ、EY新日本、トーマツ、PwCあらた）や海外の四大会計事務所のネットワークと連携している。
4大税理士法人は、それぞれ大規模事務所として、東京・大阪・名古屋・福岡には必ず所在しており、どの4大税理士法人も500人を超える規模である（税理士法人トーマツだけは、これらの大都市圏以外の地方都市にも多く所在している）。

## 国税審議会
国税審議会は、財務省設置法21条に基づき設置されている審議会である。審議会は、委員二十人以内で組織する。
税理士との関係では、国税審議会税理士分科会が、税理士の懲戒処分および税理士試験に関する事務を所掌している。

### 国税審議会の構成
国税審議会委員の任期は2年である。
国税審議会委員名簿（令和5年3月15日現在）
| 役職     | 氏名              | 現職                             |
| -------- | ----------------- | -------------------------------- |
| 会長     | 佐藤英明_(法学者) | 慶應義塾大学大学院法務研究科教授 |
| 会長代理 | 土居丈朗          | 慶應義塾大学経済学部教授         |

下記に、事例として委員構成の詳細を挙げる。委員の出身校は東京大学や慶應義塾大学出身者が多い。令和2年における国税審議会の構成は以下のとおりである。日本税理士会連合会から国税審議会委員を選出している。
| 役職     | 氏名              | 現職                                                               | 所属分科会                   | 出身校                                                                         |
| -------- | ----------------- | ------------------------------------------------------------------ | ---------------------------- | ------------------------------------------------------------------------------ |
| 会長     | 田近栄治          | 一橋大学名誉教授                                                   | 国税審査分科会               | 一橋大学経済学部                                                               |
| 会長代理 | 山田洋 (法学者)   | 獨協大学法学部教授                                                 | 国税審査分科会、税理士分科会 | 博士（法学）一橋大学                                                           |
| 委員     | 秋葉賢一          | 早稲田大学大学院会計研究科教授                                     | 税理士分科会                 | 横浜国立大学経営学部                                                           |
| 委員     | 五十嵐 文         | 株式会社読売新聞東京本社国際部部長                                 | 酒類分科会                   | 上智大学                                                                       |
| 委員     | 石田千            | 作家、東海大学文化社会学部文芸創作学科特任教授                     | 国税審査分科会               | 学士（文学）                                                                   |
| 委員     | 遠藤 みどり       | 元東京高等検察庁検事                                               | 国税審査分科会               |                                                                                |
| 委員     | 大倉治彦          | 日本酒造組合中央会会長                                             | 酒類分科会                   | 一橋大学経済学部                                                               |
| 委員     | 小川 令持         | 日本税理士会連合会相談役                                           | 税理士分科会                 |                                                                                |
| 委員     | 鹿取 みゆき       | フード＆ワインジャーナリスト、信州大学特任教授                     | 酒類分科会                   | 学士（教育学） , 東京大学                                                      |
| 委員     | 川北 力           | 損害保険料率算出機構副理事長                                       | 税理士分科会                 | 東京大学法学部                                                                 |
| 委員     | 河村 芳彦         | 株式会社日立製作所代表執行役執行役専務                             | 国税審査分科会               | 慶應義塾大学経済学部、ケンブリッジ大学大学院                                   |
| 委員     | 神津信一          | 日本税理士会連合会会長                                             | 国税審査分科会               | 慶應義塾大学経済学部                                                           |
| 委員     | 小関 卓也         | 山形大学農学部教授                                                 | 酒類分科会                   | 東北大学農学部食糧化学科、博士(農学)，東京大学                                 |
| 委員     | 佐藤英明 (法学者) | 慶應義塾大学大学院法務研究科教授                                   | 国税審査分科会、税理士分科会 | 東京大学法学部                                                                 |
| 委員     | 手島 麻記子       | 株式会社彩食絢美代表取締役、食文化研究家・日本酒と料理の相性研究家 | 国税審査分科会、酒類分科会   | 慶応義塾大学法学部政治学科                                                     |
| 委員     | 中空 麻奈         | ＢＮＰパリバ証券株式会社グローバルマーケット統括本部副会長         | 国税審査分科会、酒類分科会   | 慶應義塾大学経済学部                                                           |
| 委員     | 廣重 美希         | 一般社団法人消費者力開発協会理事・事務局長                         | 酒類分科会                   |                                                                                |
| 委員     | 三村 優美子       | 青山学院大学名誉教授                                               | 酒類分科会                   | 商学士(慶應義塾大学)、商学修士(慶應義塾大学)、商学博士(慶應義塾大学)           |
| 委員     | 吉村 典久         | 慶應義塾大学法学部教授                                             | 国税審査分科会、酒類分科会   | 慶應義塾大学法学部法律学科、慶應義塾大学大学院法学研究科公法学専攻後期博士課程 |
| 委員     | 渡辺 哲           | 東海大学医学部客員教授                                             | 酒類分科会                   | 慶應義塾大学医学部、医学博士（慶應義塾大学）                                   |

国税審議会には、国税庁長官、国税庁次長、審議官、課税部長、徴収部長、調査査察部長、総務課長、人事課長、企画課長、酒税課長、国税企画官等が出席する。国税不服審判所からは所長、次長等が出席する。
税理士分科会は、国税審議会委員のうち、財務大臣が指名した委員で組織される。国税審議会の推薦に基づき、財務大臣が任命する試験委員および懲戒審査委員が設置されており、税理士の懲戒処分の審議を所掌事務とする。税理士の懲戒処分（後述）について、財務大臣の諮問に基づき審議する。
令和2年における国税審議会税理士分科会の構成は以下のとおりである。
| 役職     | 氏名              | 現職                             | 出身校・その他                                               |
| -------- | ----------------- | -------------------------------- | ------------------------------------------------------------ |
| 会長     | 佐藤英明 (法学者) | 慶應義塾大学大学院法務研究科教授 | 東京大学法学部                                               |
| 会長代理 | 秋葉賢一          | 早稲田大学大学院会計研究科教授   | 横浜国立大学経営学部、公認会計士                             |
| 委員     | 小川 令持         | 日本税理士会連合会相談役         |                                                              |
| 委員     | 川北 力           | 損害保険料率算出機構副理事長     | 東京大学法学部、元国税庁長官、元一橋大学大学院法学研究科教授 |
| 委員     | 山田洋 (法学者)   | 獨協大学法学部教授               | 博士（法学）一橋大学、元一橋大学法学部教授                   |

国税審議会税理士分科会には、国税庁長官、国税庁次長、総務課長、人事課長、国税企画官等が出席する。

## 懲戒処分

### 手続
税理士の懲戒は税理士法の規定上財務大臣が担うが（同法第45条ないし第47条）、懲戒処分を行うに際しては国税審議会に諮り、その議決に基づいてしなければならない（同法第47条第4項）。
懲戒手続は、懲戒事由を認知した者が財務大臣に通知することで開始される。
- 懲戒事由を発見した場合、地方公共団体の長（同法第47条第1項）および税理士会（同条第2項。ただし当該税理士会の会員税理士についてのみ。）は財務大臣に通知する義務を負う。
- 懲戒事由があると認めた場合は、何人も財務大臣に通知し適当な措置をとるべきことを求めることができる（同条第3項、いわゆる措置請求）。

### 懲戒事由
1. 脱税相談等[注釈 2]（税理士法第45条。過失でも懲戒事由となる。）
2. 一般の懲戒事由（税理士法第46条。申告書添付書面等の虚偽記載、税理士法・各種税法違反行為など。）

### 懲戒処分の種類
以下の3種類の懲戒処分が法定されている（税理士法第44条）。懲戒事由の種類や故意・過失の別により処分の上限が個別に法定されている。
1. 戒告
2. 2年以内の税理士業務の停止
3. 税理士業務の禁止

## 資格
「税理士となる資格を有する者」は以下のとおりである。
- 公認会計士（公認会計士となる資格を有する者も含む）
- 弁護士(弁護士となる資格を有する者も含む）
- 税理士試験に合格した者または税理士試験を免除された者が2年以上の実務経験があること。

これらの者は、税理士名簿への登録を受けることによって「税理士」となり、税務を行うことができる（税理士法3条1項）。なお、税理士は公認会計士試験を受けるにあたり、公認会計士・監査審査会事務局の審査を受けることで公認会計士試験科目の一部免除を受け得る。弁護士及び一定の弁護士法人は、税理士法第51条の規定により、所属弁護士会を経て、国税局長に通知することにより、その国税局の管轄区域内において、随時、税理士業務を行うことができる。国税庁公式サイトで国税局長に通知を行った弁護士の氏名は公開され、7,981人（2024年3月31日現在）が活動している。
注）公認会計士は、公認会計士法第16条第1項に規定する実務補習団体等が実施する研修のうち、財務省令で定める税法に関する研修を修了した公認会計士になります（平成29年4月1日施行）

### 試験
- 税理士試験の試験科目は11科目であり、必修科目、選択必修科目、選択科目がある。必修科目は簿記論、財務諸表論。選択必修科目は法人税または所得税。選択科目は相続税法、消費税法または酒税法、国税徴収法、事業税または住民税、固定資産税がある。このうち必修2科目、選択必修1科目、選択科目2科目（うち1科目は選択必修も可）の合計5科目合格により税理士となる。ただし、消費税法と酒税法、事業税と住民税はそれぞれどちらかしか選択できない。また一回の試験で合計5科目までしか受験できない。
- 大学院（学位による科目免除：院免除）進学することが税理士資格取得の主流である。2023年度の税理士試験合格者において官報合格者はわずか8.4％にすぎない[42]。

### 試験科目等の免除

#### 学位による科目免除
大学院において所定の課程を履修し、税法または会計分野における論文を執筆した者は、所定の審査を経て、対応する分野の税理士試験科目の免除を受けることができる。
かつては東京大学や慶應義塾大学の大学院博士課程研究者養成コース等を修了し、商学の修士号を取得すると会計関係の2科目が、法学の修士号を取得すると税法関係の3科目が免除された。よって大学院を2つ修了することで、無試験で資格を取得することができた（ダブルマスター）。昭和後期からは全国各地の私立大学等での大学院拡張政策に基づき、毎年数多くの免除者が誕生した。大学経営の観点から大量の入学者（留学生含む）を受け入れるなどの結果、学生間の学力水準にバラつきが生じた。しかも、修士号取得に当たっての研究内容は、会計学や税法学でなくてもよかった。これらの不都合性を解消するため、大学院教育の充実を図るとともに、厳密な免除審査等をおこなっている。
平成以降、社会人の学び直し等の観点から、大学院免除は積極的に奨励されている。税理士資格取得の際、国税従事者の免除制度と並び大学院免除方式が主流となっている。かつては、東京等にある大学院へ下宿して進学する資力がない者や学歴がない者の選択肢として、5科目合格（官報合格）を目指すしかなかった。今日では、学術振興政策の観点から、学力があり意欲があれば奨学金を受けられるなど含め、大学院進学の道が開かれている。かつては一部の税理士試験受験生の中に5科目官報合格することに独自の価値を見出す者もいた。しかし、試験勉強は資格取得が目的であり、資格取得手段に優劣は当然ない。そして、東京大学や慶應義塾大学等をはじめとする全国各地の大学院免除者は質量ともに充実している。そのため、官報に試験合格者の氏名を掲載する意味合いが乏しくなったため、制度が是正され、  令和6年度（第74回）試験から合格者の氏名が官報へ掲載されることはなくなった。専門職大学院における教育訓練給付金により専門実践教育訓練指定講座（専門職学位課程）について下記に事例を記載する。
| 大学院名           | 講座名                                               |
| ------------------ | ---------------------------------------------------- |
| 千葉商科大学大学院 | 会計ファイナンス研究科（会計プロフェッションコース） |
| 千葉商科大学大学院 | 会計ファイナンス研究科（税務プロフェッションコース） |

#### 旧計理士の無試験登録
旧制高等商業学校時代には所定の課程を修了すれば計理士資格を無試験で取得することができた（旧制専門学校以上の学校で会計学を修得した者は無試験で計理士資格が認められた）。
「公認会計士特例試験等に関する法律」（昭和39年法律第123号）においては、昭和39年4月1日時点において，大蔵省に備える計理士名簿に登録を受け、かつ計理士業務を主として営む者は、税理士委員会の認定を受け、税理士の資格を取得できると規定されていた。
これにより、当時に限り、無試験で旧計理士資格を取得し、さらに無試験で税理士資格を取得することが可能であった。

## 国政
日本税理士政治連盟は日本税理士政治連盟推薦議員という形式で与野党の国会議員を推薦している。
平成30年9月1日に施行された国会議員の政策担当秘書資格試験等実施規程に基づき、税理士は国会議員政策担当秘書の受験資格を有することとなった。
| 氏名       | 所属政党     | 当選回数            | 出身校                                     |
| ---------- | ------------ | ------------------- | ------------------------------------------ |
| 北側一雄   | 公明党       | 10回                | 創価大学                                   |
| 稲田朋美   | 自民党       | 6回                 | 早稲田大学                                 |
| 鷲尾英一郎 | 自民党       | 6回                 | 東京大学                                   |
| 神田憲次   | 自民党       | 3回                 | 中京大学 中京大学大学院 愛知学院大学大学院 |
| 國重徹     | 公明党       | 4回                 | 創価大学                                   |
| 穂坂泰     | 自民党       | 2回                 | 青山学院大学                               |
| 若林健太   | 自民党       | 衆議院1回 参議院1回 | 慶應義塾大学 早稲田大学大学院              |
| 池下卓     | 日本維新の会 | 1回                 | 龍谷大学 龍谷大学大学院                    |

| 氏名       | 所属政党 | 当選回数            | 出身校   |
| ---------- | -------- | ------------------- | -------- |
| 竹谷とし子 | 公明党   | 3回                 | 創価大学 |
| 西田昌司   | 自民党   | 3回                 | 滋賀大学 |
| 伊藤孝江   | 公明党   | 2回                 | 創価大学 |
| 杉久武     | 公明党   | 2回                 | 創価大学 |
| 若松謙維   | 公明党   | 参議院2回 衆議院3回 | 中央大学 |

| 氏名       | 当選時の所属政党 | 当選回数                    | 出身校                                                        |
| ---------- | ---------------- | --------------------------- | ------------------------------------------------------------- |
| 安藤裕     | 自民党           | 衆議院3回                   | 慶應義塾大学                                                  |
| 尾立源幸   | 自民党           | 参議院2回                   | 慶應義塾大学                                                  |
| 桜内文城   | 自民党           | 衆議院1回 参議院1回         | 東京大学 ハーバード大学（修士） マラヤ大学（博士）            |
| 椎名毅     | 無所属           | 衆議院1回                   | 東京大学 ロンドン大学 コロンビア大学大学院                    |
| 菅川洋     | 民主党           | 衆議院1回                   | 日本大学                                                      |
| 杉元恒雄   | 自民党           | 参議院1回                   | 明治大学                                                      |
| 谷垣禎一   | 自民党           | 衆議院12回                  | 東京大学                                                      |
| 谷口隆義   | 公明党           | 衆議院5回                   | 大阪府立大学 京都大学（博士）                                 |
| 津島雄二   | 自民党           | 衆議院11回                  | 東京大学                                                      |
| 筒井信隆   | 民主党           | 衆議院5回                   | 早稲田大学                                                    |
| 坪野米男   | 日本社会党       | 衆議院1回                   | 東京帝国大学                                                  |
| 橋本勉     | 民主党           | 衆議院1回                   | 東京外国語大学 筑波大学大学院 法政大学大学院 早稲田大学大学院 |
| 広津素子   | 自民党           | 衆議院1回                   | 東京大学                                                      |
| 前畑幸子   | 日本社会党       | 参議院1回                   | 南山大学 中京大学大学院                                       |
| 水戸将史   | 維新の党         | 衆議院1回 参議院1回         | 慶應義塾大学                                                  |
| 山口好一   | 自民党           | 衆議院7回                   | 東京帝国大学                                                  |
| 横粂勝仁   | 無所属           | 衆議院1回                   | 東京大学                                                      |
| 吉村洋文   | 日本維新の会     | 衆議院1回 （現:大阪府知事） | 九州大学                                                      |
| 渡辺美智雄 | 自民党           | 衆議院11回                  | 一橋大学                                                      |

## 国税OB
国税は財務省を頂点とする垂直型の組織をしている。事例として、令和3年時点における国税庁がマイナビ2022で公開している採用情報を下記に記載する。
| 総合職試験【事務系】採用実績（学校）                                                                                                |
| --- |
| 東京大学、京都大学、中央大学、神戸大学、慶應義塾大学、大阪市立大学、大阪大学、北海道大学、慶應義塾大学大学院、名古屋大学大学院 ほか |

毎年7月になると、財務省・国税庁の定期人事異動がある。たとえば、東京国税局の前身である東京税務監督局は三田_(東京都港区)に設置され、爾来、転局等がない場合は東京国税局入局者は同じ局内で異動する。大学進学率の向上に伴い、国税庁内部には出身大学ごとの校友会（大蔵国税三田会等）が形成され、人事異動先での人脈形成等を行っている。税務署職員等は極めて短期(数年以内)で頻繁に各地へ人事異動となる。私人との癒着(依怙贔屓)等の不正を未然に防ぐためでもある。
2019年6月に発覚した国税幹部とOBとの接触について国税幹部が懲戒処分を受けた。その後、これを受け、東京国税局から現役職員と原則接触禁止の通達が出されたと各種メディアにより報道された。
2019年07月08日、関東信越税理士会は公式サイトにて、税理士会会員向けに「＜国税局からのお知らせ＞「国税職員の綱紀の厳正な保持」に関するお願いについて」とするお知らせと国家公務員倫理審査会が作成したリーフレットを配付した。
国家公務員倫理法令における「社会通念上相当と認められる」か否かは、利益供与の理由、額、頻度、国家公務員との関係性などを総合的に勘案して判断される。判断に迷う場合は、相手方機関または倫理審査会事務局への問い合わせが望ましい。

## 税理士と大学
- 今日、多くの大学は税理士の校友会を擁している。早慶の事例としては、税理士三田会、税理士稲門会が挙げられる。
- 大学院免除者が多いこと等から、税理士の高学歴化が進んでいる。
- 税理士養成校としては、かつての九大法律学校が挙げられる。戦後、九大法律学校が今日の大学となり、これらの大学で税理士志望者が「法律学又は経済学に属する科目」を専攻することが多かった。今日でも、財務省（国税庁）官僚がこれらの大学の大学院教員となって学術交流（税理士試験#試験科目の免除制度参照）をしている。これらの大学では学統学派の重厚な伝統があり、税理士会役員を輩出することが多い。

| 法律学校     | 東京帝国大学 | 東京法学校 | 専修学校 | 明治法律学校 | 東京専門学校 | 英吉利法律学校 | 獨逸学協会学校専修科 | 日本法律学校 | 慶應義塾大学部 |
| ------------ | ------------ | ---------- | -------- | ------------ | ------------ | -------------- | -------------------- | ------------ | -------------- |
| 現在の大学名 | 東京大学     | 法政大学   | 専修大学 | 明治大学     | 早稲田大学   | 中央大学       | 廃止                 | 日本大学     | 慶應義塾大学   |

## その他
2000年代に入り、国会において官公庁全般から民間への関与の在り方が問題視され、国税についても、民主党所属衆議院議員長妻昭より質問主意書が出された。
この質問主意書に対し、閣議決定を経た政府答弁において、「税理士資格を有する職員に対する退職後の顧問先企業のあっせんは、現在も行っている。（中略）民間の需要に対する的確な対応等の面でも有益であるので、今後とも必要であると考えている」と認めた。
その後、政権交代を経た民主党政権下において、このようなあっせんについては廃止された。

## 世界の税理士
税理士に相当する資格制度を維持している国は、アメリカ、ドイツ、韓国、中国である。

### アメリカ
米国税理士 (EA) という資格制度が存在する。米国では資格の有無にかかわらず有料で税務申告を作成することができるなど、日本の税理士制度とは大きく異なる。ICT産業が盛んなことから、en:Comparison of accounting software の一覧に掲載されているような業務内容に応じた多数のソフトが販売されており、目的に合わせてソフトを選ぶことになる。
税務申告、記帳代行に関して、自由競争の下、en:H&R Block をはじめアメリカ本土に様々な業者が存在する。

### ドイツ
税理士は、de:Steuerberater と呼ばれ、de:Steuerberaterkammer （税理士会。ドイツ全国に21の税理士会と、それらの連合組織である連邦税理士会がある。）に登録している資格者は、93,950名（2014年）である。
ドイツにおける税理士制度について歴史を遡ると、1919年、ライヒ租税通則法第88条2項において、税務署長は納税義務者の代理人を許可することができると規定されたことに由来する。
同規定は、1931年の改正に伴い同法第107条第3項に引き継がれた。この流れを受け、1961年、日本における税理士法に相当するde:Steuerberatungsgesetzが制定された。
1980年、連邦憲法裁判所 における決定（BvR 697/77)が下され、税理士業における独占業務が、「職業選択の自由」(de:Grundgesetz für die Bundesrepublik Deutschland　Art 12)に違反するとされた。かかる決定に基づき、de:Steuerberatungsgesetzは改正され、de:Buchführungshelferは、それまで参入できなかった税理士業における独占業務へ参画するようになった。後述する2000年の大改正までは、いわゆるドイツにおける税理士業務を行う者はde:Vereidigter Buchprüfer、de:Steuerbevollmächtigter、de:Steuerberaterおよびde:Wirtschaftsprüferの4資格者を主に指していた。その後、1982年、連邦憲法裁判所 における決定（BvR 807/80)が下され、広告活動の自由化がされた。また、東西冷戦終結以降、EU域内における人・物・サービスの移動の自由、営業の自由が求められ、ついに、2000年、de:Steuerberatungsgesetz は抜本的な大改正がなされた。

### 韓国
韓国では「税務士」と呼ばれ、日本の税理士制度とほとんど同じである。税務士法により税務士資格を有するものは、税務士資格試験に合格したもの、公認会計士資格を有するもの、弁護士資格を有するものと定められていたが、2011年の税務士法改正により公認会計士への資格付与が廃止された。しかし、大韓民国 公認会計士は、公認会計士法により税務代理業務を行うことができ、実質は変動がない。
なお、かつては資格取得要件のひとつに国籍条項（大韓民国国籍を有すること）が存在したが、1995年の改正で削除されており、現在は外国人であっても税務士となることができる。

### 中国
zh:国家税务总局の統制を受ける税務師の資格が存在するが、業務独占はない。